# 戴維森峰
77°53′S 164°4′E / 77.883°S 164.067°E
戴維森峰（英語：Davison Peak）是南極洲的山峰，位於維多利亞地的斯科特海岸，處於霍布斯峰以東3.3公里，海拔高度1,340米，屬於丹頓山脈的一部分，現時由南極條約體系管理。它於1983年，由專門從事南極魚類研究坎特伯雷大學動物學系的William Davison所命名。